# Нгати Ава

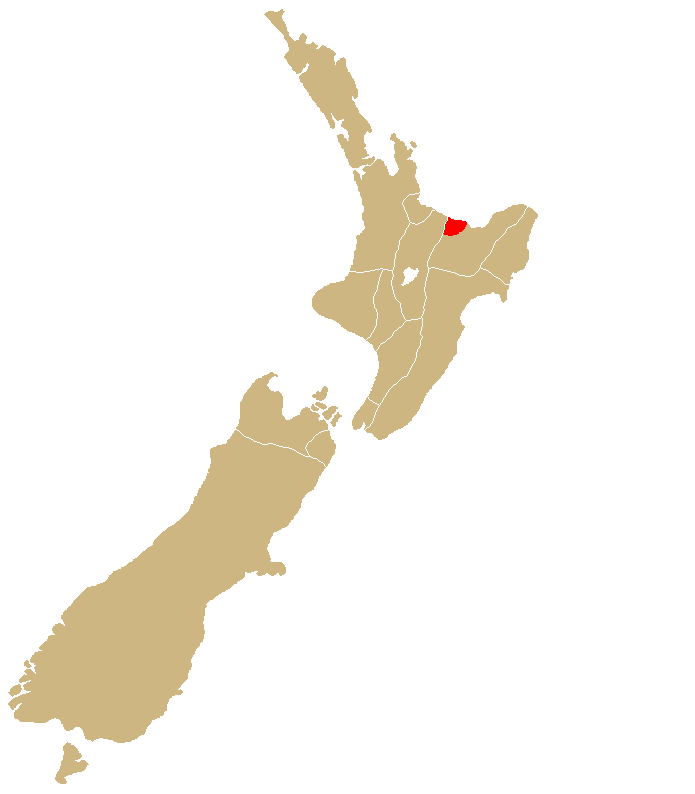
Район расселения племени Нгати Ава на Северном острове Новой Зеландии

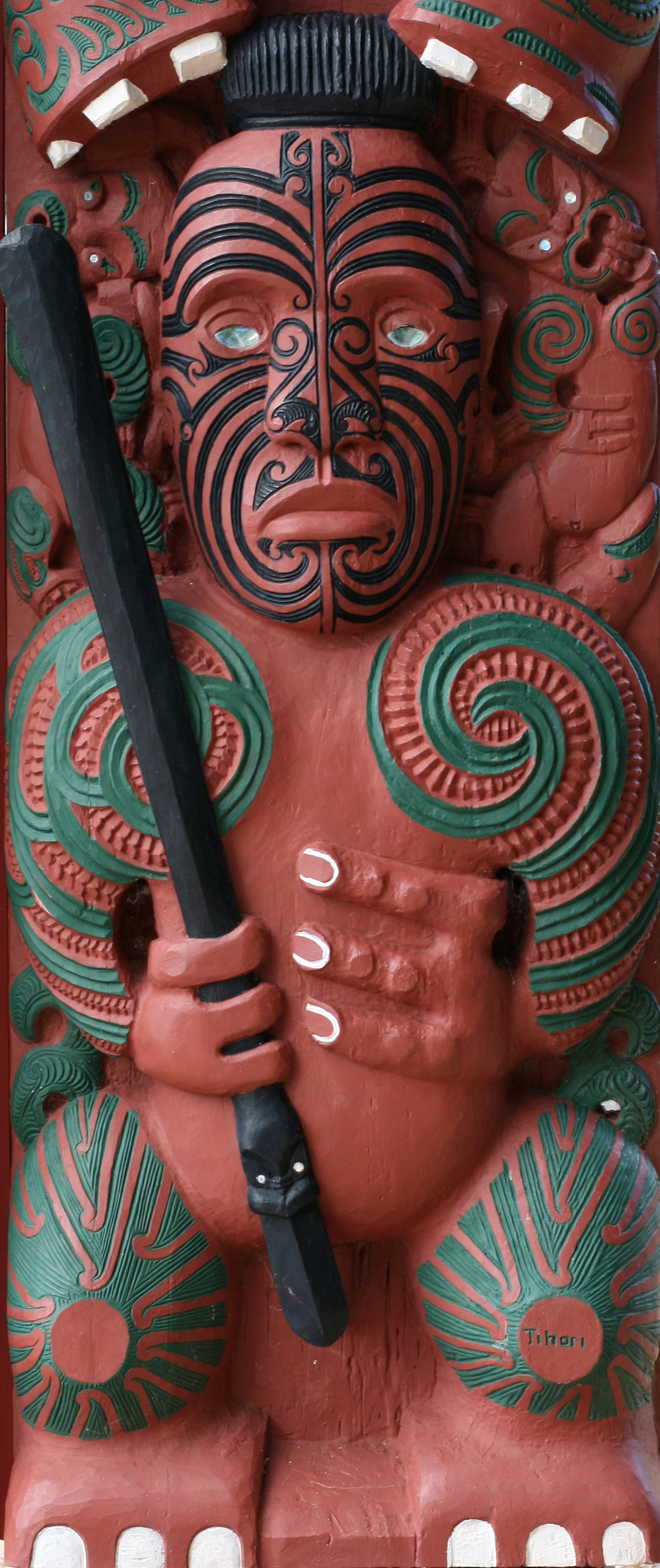
Резьба, изображающая Тихори, предка племени маори Нгати Ава из Залива Изобилия, Новая Зеландия.

Нгати Ава — это иви (племя) маори, проживающее в восточной части Новой Зеландии в районе Залива Пленти. Он состоит из 22 хапу (родов), при этом в 2006 году 15 258 человек заявили о своей принадлежности к этому племени. Народ Нгати Ава в основном проживает в городах на равнине Рангитайки, включая Факатане, Каверау, Эджкамбе, Те Теко и Матата. Два городских хапу также существуют в Окленде (Нгати Ава-ки-Тамаки) и Веллингтоне (Нгати Ава-ки-Понеке).

## История

### Ранняя история
Нгати Ава ведет свое происхождение от прибытия поселенцев маори на каноэ Матаатуа. Поселенцы Матаатуа основали поселения в Заливе Пленти и Нортленде. Первоначально племя контролировало большую территорию в Нортленде, но конфликты с другими северными племенами маори привели к миграции на юг. Одна группа в конце концов поселилась в восточной части залива Пленти, потомки которой стали Нгати Ава.
Авануяранги II признан одноименным предком Нгати Авы. Авануиаранги II был вождем, потомком Тороа, капитана каноэ Матаатуа. Потомки Авануяранги II в конечном итоге сформировали свое собственное племя (иви), Нгати Ава, названный в честь своего предка.

### Племенные и земельные войны
Нгати Ава часто воевал с соседними племенами, в том числе с теми, кто имел сходное происхождение. У Нгати Ава изначально были хорошие торговые отношения с европейскими поселенцами. Однако в результате новозеландских войн 1860-х годов британская корона конфисковала более 1000 км² земель Нгати Ава.
Спустя более столетия Нгати Ава оставался обиженным, борющимся народом. Однако в 1999 году Трибунал Вайтанги постановил, что конфискация земель Нгати Ава во время новозеландских войн британской короной была незаконной, и в 2003 году между Нгати Ава и правительством Новой Зеландии было достигнуто мировое соглашение.
В девятнадцатом веке Нгати Пукеко считались отдельным иви, но в настоящее время они считаются хапу (родом) Нгати Авы.

### Отношение с правительством
В 2003 году, после почти десяти лет переговоров между правительством Новой Зеландии и Нгати Ава, было объявлено о мировом соглашении и выплачены репарации племени. В итоге:
- Правительство Новой Зеландии («Корона») признало незаконную конфискацию земель нгати-ава во время новозеландских войн и принесло извинения.
- Корона выплатила Нгати Ава 42,39 миллиона новозеландских долларов в качестве репараций.
- Корона согласилась вернуть иви контроль над семью объектами исторического и культурного значения.
- Три населенных пункта были переименованы в соответствии с первоначальными названиями мест Нгати Ава[4][5] .

После урегулирования дела Исследовательский центр Нгати Ава, который был основан в 1989 году для проведения исследований по иску Трибунала Вайтанги, стал Центром исследования и архива Нгати Авы.

## Управление

### Те Рунанга о Нгати Ава
Те Рунанга о Нгати Ава стал новым руководящим органом племени в 2005 году. Представители Рунанги несут ответственность за переговоры об урегулировании с правительством от имени Нгати Ава. Находясь в Факатане, Рунанга управляет финансовыми активами племени и способствует культурному, образовательному и экономическому развитию в регионе.
Доверительный фонд управляет Соглашением племени об урегулировании Договора Вайтанги в соответствии с Законом об урегулировании претензий Нгати Ава и является юридическим лицом на земле племени в соответствии с Законом Те Рунанга о Нгати Ава. Он представляет иви в аквакультуре и рыболовстве в соответствии с Законом об урегулировании претензий маори в области коммерческой аквакультуры, а также представляет иви во время консультаций по согласию на использование ресурсов в соответствии с Законом об управлении ресурсами. Фондом управляет по одному представителю от каждого из 22 хапу, он находится в Фангареи.

### Местное правительство
Племенной ареал иви находится на территории окружного совета Каверау и окружного совета Факатане.
Он также находится на более широкой территории Регионального совета Залива Изобилия.

### Вс FM
Sun FM — радиостанция племени Нгати Ава. Впервые он был известен как Te Reo Irirangi o Te Manuka Tutāhi во время трехнедельного пробного запуска AM в 1990 году. Она вышла в эфир как Tumeke FM 6 апреля 1991 года, стала Sun FM в 1994 году, чтобы повысить его рекламную привлекательность, а в период с 1996 по 1999 год работала над увеличением содержания языка маори. Радиостанция классических хитов вещает на 106,5 FM в Факатане.

## Известные люди
- Лени Аписаи (род. 1996), регбистка
- Мэре Бротон (1938—2016), активистка языка маори
- Кэтрин Карран (1842—1935), акушерка и медсестра
- Тамати Коффи (род. 1979), член парламента Новой Зеландии
- Самуэль Хороута Эмери (1885—1967), новозеландский рабочий, фермер, регбист, кладовщик, перевозчик, бизнесмен, политик
- Вира Гардинер (род. 1943), солдат, государственный служащий и писатель
- Нгапики Хакарайя (1888—1969), религиозный деятель
- Матекораха Те Пеехи Джарам (1902—1978), ткачиха, портниха, общинный лидер
- Карл Леонард (род. 1964), резчик и ткач
- Эруэра Риини Мануэра (1895—1990), новозеландский племенной лидер, рабочий и фермер
- Хамиора Тумутара Тэ Тихи-о-те-вэнуа Пио (1814—1901), писатель и историк
- Дэн Прайор (род. 1988), регбист
- Кара Прайор (род. 1991), регбистка, сестра предыдущего
- Линда Тухиваи Смит (род. 1950), профессор образования коренных народов
- Альберт Олифант Стюарт (1884—1958), известный новозеландский племенной лидер, юрист, переводчик, местный политик, сборщик налогов
- Маата Те Тайаватеа Рангитукеху (ок. 1849—1929), известный новозеландский племенной вождь
- Эруэра Хамиора Тумутара (ок. 1859—1930), известный новозеландский епископ
- Гуги Ваака (1939—2014), музыкальный конферансье
- Те Кари Ваака (1916—1991), новозеландский министр и общественный деятель
- Карин Уилсон (род. 1945), скульптор, педагог по дизайну.